# Abdel Aal Rashid
Abdul Aal Ahmed Rashed (arabisch عبد العال راشد, DMG ʿAbd al-ʿĀl Rāšid; * 27. Dezember 1927 in Alexandria) ist ein ehemaliger ägyptischer Ringer im Federgewicht.
Er war bei den Olympischen Sommerspielen 1952 in Helsinki Mitglied der ägyptischen Mannschaft und gewann in seiner Gewichtsklasse die Bronzemedaille. Dies war der einzige Medaillengewinn Ägyptens bei diesen Spielen.